# Belgian Battery Corner Cemetery
Belgian Battery Corner Cemetery is een Britse militaire begraafplaats met gesneuvelden uit de Eerste Wereldoorlog, gelegen in de Belgische stad Ieper. Ze ligt 2.250 m ten zuidwesten van de Grote Markt. De begraafplaats werd ontworpen door Edwin Lutyens en heeft een onregelmatig grondplan met een oppervlakte van 3.350 m². Het terrein bestaat uit twee niveaus en wordt deels omsloten door een bakstenen muur of een haag. Aan de zuidkant staat het Cross of Sacrifice en aan de noordkant de Stone of Remembrance. De begraafplaats wordt onderhouden door de Commonwealth War Graves Commission. 
Er worden 573 doden herdacht, waarvan 7 niet meer geïdentificeerd konden worden. 

## Geschiedenis
Tijdens de oorlog werd de locatie "Belgian Battery Corner" genoemd naar de Belgische artilleriebatterijen die hier opgesteld stonden. Ongeveer een halve kilometer verder westwaarts staat het "Frezenbergkasteel", toen "Belgian Château" genoemd. De 8th Division begon in juni 1917 met de aanleg van de begraafplaats, na de Mijnenslag. Ze bleef in gebruik tot oktober 1918, vooral door een medische post in een nabijgelegen boerderij. Meer dan de helft van de slachtoffers behoorden tot artillerie-eenheden. 
Onder de geïdentificeerde doden zijn er 427 Britten, 7 Canadezen, 124 Australiërs, 8 Nieuw-Zeelanders en 2 Indiërs. Voor 3 slachtoffers werden Special Memorials opgericht omdat hun graven niet meer gelokaliseerd konden worden en men neemt aan dat ze onder naamloze grafzerken liggen. 
De begraafplaats werd in 2009 beschermd als monument.

## Graven
- Norman G. Walker soldaat bij de Argyll and Sutherland Highlanders was 17 jaar toen hij sneuvelde op 18 juni 1918.
- soldaat James Henry Ochs diende onder het alias J.H. Oates bij de Australian Infantry, A.I.F..

### Onderscheiden militairen
- Cecil Robert Arthur Pye, luitenant-kolonel bij de Australian Infantry werd onderscheiden met de Distinguished Service Order (DSO).
- William George Harvey, kapitein bij de Australian Pioneers werd onderscheiden met het Military Cross (MC).
- de sergeanten Oliver Victor Poulton en J.J. Brown en de kanonnier Albert Edward Broome  werden onderscheiden met de Distinguished Conduct Medal (DCM).
- er zijn nog 17 militairen die de Military Medal (MM) ontvingen waarbij compagnie sergeant-majoor Daniel Patrick O'Hea, sergeant L. Jarvis en kanonnier Isaac Henry Burnham tweemaal (MM and Bar).